# Stockholms stads Bellmanpris
Stockholms stads Bellmanspris är ett pris på 100 000 kr som delas ut av kulturförvaltningen, Stockholms stad. Bellmanpriset belönar en person, förening, grupp eller festival verksam i stockholmsområdet som har lyft fram Stockholm i sitt konstnärliga arbete.

## Pristagare
- 1969 – Monica Zetterlund
- 1992 – Göran Hassler[1]
- 1993 – Stefan Sundström
- 1994 – Ulf Lundell
- 1995 – Rolf Wikström
- 1996 – Eva Dahlgren
- 1997 – Robert Broberg
- 1998 – Olof Byström
- 1999 – Git Magnusson och Bo Stenhammar
- 2000 – Kjerstin Dellert
- 2001 – Bogdan Szyber och Carina Reich
- 2002 – Carl-Johan De Geer
- 2003 – Ernst Brunner
- 2004 – Michael Richter
- 2005 – Ulla Skoog
- 2006 – Rikard Wolff
- 2007 – Jonas Hassen Khemiri
- 2008 – Tom Alandh
- 2009 – Christina Molander
- 2010 – Martin Kellerman
- 2011 – John Higson
- 2012 – Jeppe Wikström
- 2013 – Jonas Gardell[2]
- 2014 – David Neuman
- 2015 – Birgitta Svendén
- 2016 – Mikael Marcimain
- 2017 – Förenade Förorter
- 2018 – Alexandra Pascalidou[3]
- 2019 – Joakim Thåström[4]
- 2020 – Thomas Gylling[5]
- 2021 – Lisa Nilsson [6]
- 2022 – Git Scheynius[7]
- 2023 –  Magnus Uggla[8]
- 2024 – Charlotte Engelkes
- 2025 – Tommy Körberg